# Frances Folsom Cleveland Preston
Frances Folsom Cleveland Preston (n. 21 iulie 1864 - d. 29 octombrie 1947) a fost soția lui Grover Cleveland, Președinte al Statelor Unite ale Americii. A fost a 22-a și a 24-a Primă Doamnă a Statelor Unite ale Americii.